# 金森頼旹
金森 頼旹（かなもり よりとき）は、江戸時代前期の大名、側用人。飛騨高山藩第6代藩主、のち出羽上山藩主、美濃郡上藩主。能書家で、和歌や茶を嗜んだ。

## 生涯
飛騨高山藩第5代藩主金森頼業の長男として生まれた。父が若くして死んだため、4歳で家督を相続する。幼少時は叔父の金森近供が後見した。若い頃は酒好きで素行が悪かったと伝わっており、藩士田島藤五郎が切腹し行状を諌めたとする説がある。元禄2年（1689年）、21歳で幕府の奥詰衆、のちに側用人に任命されたが、翌年4月に解任された。解任の理由には、第5代将軍徳川綱吉の意に合わなかった、品行が良くなかった、柳沢吉保により失脚させられたなど諸説ある。綱吉の周辺では譜代外様や大名旗本を問わず、若くして抜擢され累進を重ねたりするが、急激に寵を失い失脚した例が多々ある。

### 上山転封後
その後、元禄5年（1692年）7月、出羽上山に転封となった。これは幕府が飛騨の森林や鉱山の直轄支配を図ったためとする説がある。上山は高山時代と同じ3万8000石余であったが、鉱山や林業による副収入が無く実高が減ったことと、加えて不作が続いたために藩の財政は悪化した。金森氏が入る前に幕府直轄地となっていたことから、前藩主土岐氏時代までの上山城は破却されており、金森氏は二の丸に館を設けて藩庁とした。
元禄10年（1697年）美濃郡上に転封となった。

### 美濃郡上へ
郡上では3万8,900石を領し、内訳は郡上周辺2万3,800石余、越前国大野郡内1万4,900石余。元禄12年（1699年）領民の訴えにより前藩主遠藤氏の代からの年貢の取立てを検見法から定免法に改めた。郡上転封の後も財政難に苦しんだが、治世的には安定していた。
元文元年、死去。68歳。嫡子の可寛に先立たれていたため、孫の頼錦が跡を継いだ。